# Aaron Escolopio
Aaron Escolopio (Waldorf, 8 marzo 1980) è un batterista statunitense.
È attualmente il membro batterista del gruppo rock Wakefield, ed è il fratello di Ryan Escolopio, il cantante della band.
Fin da bambino era amico di Paul Thomas, Benji e Joel Madden dei Good Charlotte; i quattro frequentarono La Plata High School, e nel 1994 formarono la band dei Good Charlotte a cui si aggiunse Billy Martin.
Per oltre 5 anni fu il batterista dei Good Charlotte, che lasciò poco prima che uscisse il loro secondo disco, The Young and the Hopeless.
Aaron divenne dunque batterista dei Wakefield.